# Caleb Finch
Caleb Ellicott „Tuck“ Finch (*  4. Juli 1939) ist ein US-amerikanischer Zellbiologe, Gerontologe und Endokrinologe, bekannt für die Erforschung des menschlichen Alterns.
Finch studierte an der Yale University mit dem Bachelor-Abschluss 1961 und wurde 1969 an der Rockefeller University in Zellbiologie promoviert (Cellular activities during aging in mammals). 1970 bis 1972 war er Assistant Professor für Anatomie am Medical College der Cornell University. 1972 wurde er Assistant Professor und 1978 Professor für Biologie an der University of Southern California (USC). Er ist an der Leonard Davis School of Gerontology der USC (ARCO-William F. Kieschnick Professor in the Neurobiology of Aging). 1989 wurde er University Distinguished Professor der USC, deren höchste Auszeichnung an Professoren.
1984 gründete er an der USC das von den National Institutes of Health (und hier speziell dem NIA, National Institute of Aging) finanzierte Alzheimer-Krankheit Alzheimer Forschungszentrum (Alzheimer Disease Research Center). Er leitet das Komitee des National Research Council für Bio-Demographie des Alterns.
Er untersuchte die grundlegenden biologischen Prozesse beim Altern, die hormonelle Steuerung des Alterns und die Rolle von Entzündungsprozessen beim Altern und in neurodegenerativen Erkrankungen sowie die Rolle der Ernährung und Luftverschmutzung besonders aus Autoverkehr (Einfluss auf Entwicklung des Gehirns und Entwicklung). Außerdem forscht er über die Evolution der Lebensspanne und von Alterserkrankungen, speziell der Alzheimer-Erkrankung.
1996 erhielt er den ersten Longevity Prize der Ipsen Foundation. Er erhielt 1985 den Robert W. Kleemeier Award der Gerontological Society of America und Brookdale Award, 1988 den Allied Signal Award und 1995 den Sandoz Premier Prize der International Geriatric Association. 1999 erhielt er den Irving Wright Award der American Federation of Aging Research (AFAR) und 1999 den Research Award von AGE (Advanced Gerontological Education). Er ist Fellow der American Association for the Advancement of Science.

## Schriften
- Herausgeber mit John A. Behnke, Gairdner B. Moment: The Biology of Aging, Plenum Press 1978
- mit Edward L. Schneider u. a. (Herausgeber): Handbook of the Biology of Aging, Van Nostrand, 2. Auflage 1985
- mit Peter Davies (Herausgeber): Molecular neuropathology of aging, Cold Spring Harbor Laboratory 1987
- mit Kenneth W. Wachter (Herausgeber): Between Zeus and the salmon: the biodemography of longevity, National Academy Press 1997
- mit  J.-M. Robine, Y. Christen (Herausgeber): Brain and longevity, Springer Verlag 2003
- The biology of human longevity, Academic Press 2007
- Longevity, Senescence, and the Genome, University of Chicago Press 1990
- mit R. Ricklefs: Aging: A Natural History, Scientific American Library, Freeman, San Francisco 1995
- mit Thomas B. L. Kirkwood: Chance, Development, and Aging, Oxford University Press 2000
- Evolution of the human lifespan and diseases of aging: roles of infection, inflammation and nutrition, Proceedings National Academy of Sciences, Band 107, Supplement 1, 2010, S. 1718–1724, Online
- The evolution of the  human lifespan, past present and future, Transactions of the American Philosophical Society, Band 156, 2012, S. 9–44